# Фоки (семья)
Фоки — византийское аристократическое семейство из Каппадокии в IX—X веках, давшее империи ряд полководцев и императора Никифора II. Его члены и их клиенты занимали высокопоставленные посты в византийской армии на протяжении большей части X века и возглавляли наступление против арабов на востоке. Будучи одной из ведущих семей военной аристократии Малой Азии, Фоки также участвовали в ряде восстаний против императоров. Их сила была в конечном итоге сломана Василием II (пр. 976—1025), влияние семьи упало после XI века.

## История

### Происхождение, ранние годы
По словам византийского историка Михаила Атталиата, семья произошла от древней римской фамилии Фабиев, в то время как арабский историк Али ибн аль-Атхир приписал им арабское происхождение из Тарса. Историк Жан-Клод Чейнет предположил армянское или грузинское происхождение (отчасти из-за частого появления имени «Варда»), в то время как другие ученые предполагают смешанное греческое-армянское происхождение. В то же время ни одна из этих гипотез не может быть окончательно доказана. Поместья Фок были сосредоточены в Каппадокии, сам регион был основой их власти и центром их деятельности.
Имя Фока появляется ещё в V—VI веках, также в VII века был император Фока, но нет никаких доказательств их связи с этой семьёй. Первым известным членом семьи был солдат, вероятно, простого происхождения, который в 872 году стал турмархом. Его сын, Никифор Фока Старший одержал несколько побед над арабами, в том числе в южной части Италии, и получил должность доместика схол. Его сын Лев Фока Старший, также был доместиком схол, воевал с болгарским царём Симеоном, а затем безуспешно бунтовал против императора Романа I Лакапина в 919 году, за что был ослеплён. Его брат Варда Фока Старший к моменту гибели Лакапина в 944 году был патрикием и высокопоставленным генералом.

### Зенит
После падения клана Лакапинов Константин VII Багрянородный назначил Варду доместиком схол, а его сыновья стали стратегами фем Анатолик (Никифор), Каппадокия (Лев) и Селевкия (Константин). Эти назначения ознаменовали период более двадцати лет, когда Фокады и их клиенты монополизировали руководство византийской армией. В течение этого периода клан браком Варды с был тесно связан с богатой и могущественной семьей Малеинов из Харсиана. Также с Фоками были связаны Адралисты, Вотаниаты, Склиры, Куркуасы, Парсакутины, Балантаи.

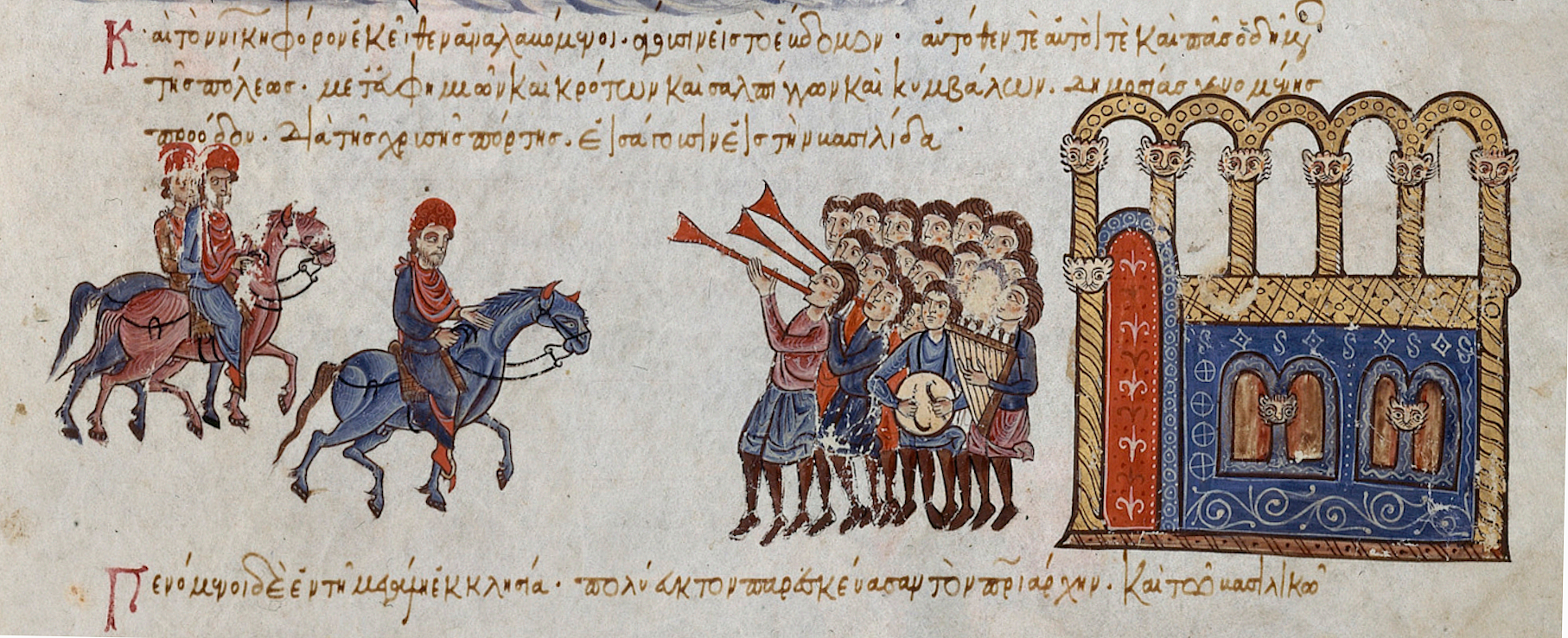
Никифор Фока в качестве императора входит в Константинополь (Мадридский Скилица).

Сам Варда в середине 960-х стал главнокомандующим византийской армией и потерпел ряд поражений от эмира Алеппо Сайфа ад-Даула. В 955 г. был заменен сыном Никифором, который при помощи уже одержавшего ряд побед Льва и племянника Иоанна Цимисхия достиг ряда успехов, восстановив имперскую власть над Критом и Кипром и неоднократно побеждая Даула. Со внезапной смертью Романа II в 963 г. популярный и могущественный Никифор захватил трон, став императором и опекуном над молодыми сыновьями покойного — Василием и Константином. Его отец Варда получил титул кесаря, Лев стал куропалатом и логофетом дрома. Никифор продолжил войны на востоке, завоевав Киликию и северо-западную Сирию.
Никифор Фока быстро утратил популярность из-за ориентации на армию в ущерб экономике и религиозной политики. В декабре 969 года он был убит группой недовольных генералов во главе с его племянником и протеже Иоанном Цимисхием с попусками императрицы Феофано. Новая власть лишила Фоков постов и титулов и изгнала их. Варда Фока Младший сбежал и поднял восстание в 970 году, но потерпел поражение и был изгнан на Хиос с пострижением в монахи, в то время как в 971 году Лев и его старший сын и патрикий Никифор были ослеплены и лишены собственности. Дочь Льва София Фокина вышла замуж за близкого союзника Цимисхия Константина Склира, их дочь Феофано в 972 году вышла замуж за императора Священной Римской империи Оттона II.

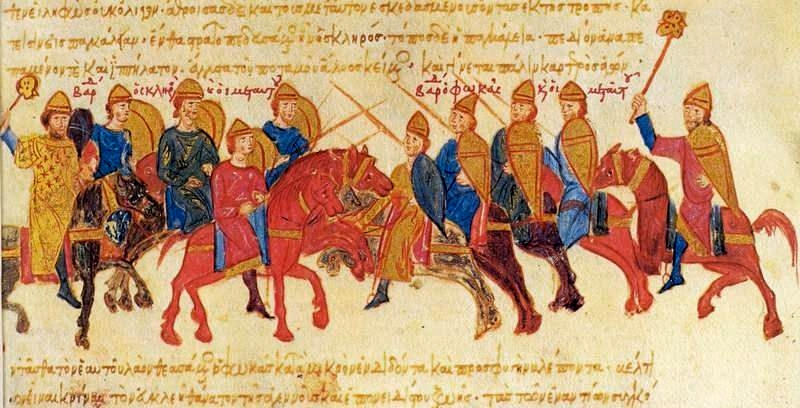
Битва войск Склира и Фоки (Мадридский Скилица).

В 978 году Василий II направил Варду в качестве магистра и доместика Востока для борьбы с восстанием Варды Склира. С подавлением мятежа сам Варда восстал в 987 году при значительной поддержке крупных аристократических семей, восстание продолжалось до его смерти в 989 году в битве при Абидосе. Вернувшийся из изгнания у арабов Склир был пленён покойным, и после его гибели возглавил мятеж, заручившись поддержкой Льва и Никифора Фок, но вскоре подчинился императору. Лев попытался укрыться в Антиохии, но жители города сдались.

### Упадок
Василий II после ряда восстаний крупных аристократических семей принял ряд мер, чтобы обуздать их власть, богатство и влияние. В частности, Фоки держались подальше от военных постов и подверглись конфискации обширных поместий. Эдикт 996 года, направленный против незаконного накопления обширных поместий анатолийскими магнатами, в частности, был направлен против Фок и союзных им Малеинов. Фоки сохранили часть влияния в родной Каппадокии: в 1022 году сын Варды Фоки Никифор Фока Младший в альянсе с Никифором Ксифием был провозглашен императором. Вскоре он был убит Ксифием, а сторонники Фок бросили быстро прекратившееся восстание. Последнее упоминание о прямом потомке семьи Фок приходит в 1026 году, когда в заговоре против императора Константина VIII был обвинён внук магистра Варды, патрикий Варда, в наказание за это ослеплённый.
Основная ветвь Фок почти наверняка вымерла к середине XI века. Тем не менее, престиж фамилии оставался значительным на какое-то время после пресечения их рода: историк Михаил Атталиат хвалил императора Никифора III Вотаниата в том числе за родство с Фоками, чья слава простирается над всей землей и морем. В дальнейшем Фоки редко упоминаются до XIII века: дядя императора Феодора I Ласкариса Федот Фока стал великим дукой Никейской империи, Михаил Фока в 1234 году был стратопедархом, член семейства Фок был митрополитом Филадельфии.